# 48-й стрілецький корпус (СРСР)
48-й стрілецький корпус (рос. 48-й стрелковый корпус, 48-й ск) — оперативно-тактичне військове об'єднання, стрілецький корпус Червоної армії, який існував з перервами в період з березня 1941 до липня 1946 року.

## Історія об'єднання

### 1-ше формування
У березні 1941 року 48-й стрілецький корпус був сформований уперше в Рибниці. На початку німецько-радянської війни частини корпусу переміщені ближче до кордону. З 22 червня корпус (74-та і 150-та стрілецькі дивізії) вів оборонні бої проти румунських військ у районі східніше Бєльці.
2 липня 1941 року після артилерійської та авіаційної підготовки почався наступ головних сил німецько-румунських військ із рубежу Ботошани — Ясси. Розтягнуті по фронту на 40-50 км дивізії корпусу стримати удар німецьких військ не змогли, до кінця дня фронт на правому фланзі 48-го стрілецького корпусу 9-ї армії виявився прорваним, а на лівому, в районі на схід від Ясс, зав'язалися запеклі бої у смугах 74-ї стрілецької дивізії, 30-ї гірськострілецької дивізії і 95-ї стрілецької дивізії. З повітря наступ підтримували пікірувальні бомбардувальники Юнкерс-87.
6-7 липня 1941 року корпус вів бої в районі Кишиніва. 14 липня 1941 року під натиском противника частини почали відхід від Бєльці на Рибницю. 17 липня з метою відбити столицю Молдови від румунських військ 9-та армія частиною сил 48-го стрілецького корпусу провела контрудар по бєльцькому угрупованню, а 2-м кавалерійським корпусом, частиною сил 15-ї моторизованої і 95-ї стрілецької дивізій — по кишинівському угрупованню. Однак контрудар мети не досяг, звільнити Кишинів не вдалося. Німецько-румунські війська, відбивши контратаку, продовжили рух далі на схід і 17 липня вийшли на Дністер.
Після поразки в операції «Мюнхен» війська Південного фронту відступили на рубіж старого радянсько-румунського кордону поздовж Дністра, де перейшли до оборони. 9-та армія (2-й кавалерійський, 48-й стрілецький корпуси, 95-та стрілецька дивізія) генерал-полковника Черевиченка Я. Т. зуміла закріпитися на захід від Дністра, спираючись на укріпленні райони по річці на фронті Балта — Слобідка — Круті — Плоть — Рибниця — Дубоссари — Григоріополь — Тирасполь. Одночасно, командування Південного фронту поспішало вивести з мішка лівофлангові дивізії, які входили до Приморської групи військ під управлінням генерал-лейтенанта Чибісова Н. Є. від нового державного кордону.
24 липня командувач 18-ю армією визначив 48-му стрілецькому корпусу завдання — розгромити балтинсько-кимське угруповання противника і надати допомогу діючим північніше формуванням 6-ї і 12-ї армій, які потрапили під загрозу оточення. Наступ своїх цілей не досягнув.
26 серпня 1941 року корпус переформовано в управління 12-ї армії.

## Командування

### 1-ше формування
- генерал-майор Малиновський Р. Я. (березень — серпень 1941);
- полковник Батюня О. Г. (серпень 1941);

### 2-ге формування
- генерал-майор Рогозний З. З. (червень 1943 — квітень 1945);
- генерал-лейтенант Гречкін О. О. (травень 1945 — травень 1946);
- полковник Карпов Я. В. (травень — липень 1946).

## Склад

### 1-ше формування:[2]
| 22.06.1941 | 01.07.1941 | 10.07.1941 | 01.08.1941 |
| ---------- | ---------- | ---------- | ---------- |
| 30-та гсд  | 30-та гсд  | 30-та гсд  | —          |
| 74-та сд   |            |            |            |
| 116-та сд  | —          | —          | —          |
| —          | —          | —          | 150-та сд  |
| 176-та сд  |            |            |            |

### 2-ге формування:[2]
| 01.08.1943   | 01.09.1943 | 01.10.1943  | 01.11.1943 | 01.01.1944  | 01.02.1944   | 01.03.1944  | 01.04.1944 | 01.05.1944 | 01.06.1944 | 01.07.1944 | 01.09.1944 | 01.01.1945 | 01.05.1945 |   |
| ------------ | ---------- | ----------- | ---------- | ----------- | ------------ | ----------- | ---------- | ---------- | ---------- | ---------- | ---------- | ---------- | ---------- | - |
| —            | —          | —           | —          | 14-та гв.сд | —            | 14-та гв.сд | —          | —          | —          | —          | —          | —          | —          |   |
| —            | —          | 28-ма гв.сд | —          | —           | —            | —           | —          | —          | —          | —          | —          | —          | —          |   |
| 89-та гв. сд | —          | —           | —          | —           | 89-та гв. сд | —           | —          | —          | —          | —          | —          | —          | —          |   |
| —            | —          | —           | —          | —           | 14-та сд     | —           | —          | —          | —          | —          | —          | —          | —          |   |
| —            | —          | —           | —          | —           | —            | —           | —          | 31-ша сд   | —          | —          | —          | —          | —          |   |
| —            | —          | —           | —          | —           | —            | —           | —          | —          | —          | —          | 50-та сд   | —          | —          |   |
| —            | —          | —           | —          | —           | 66-та сд     | —           | —          | —          | —          | —          | —          | —          | —          |   |
| —            | 107-ма сд  | —           | —          | —           | —            | —           | —          | —          | —          | —          | —          | —          | —          |   |
| —            | —          | —           | —          | —           | —            | —           | 111-та сд  | —          | 111-та сд  | —          | 111-та сд  | 111-та сд  | —          |   |
| —            | 116-та сд  | —           | —          | —           | —            | —           | —          | —          | —          | —          | —          | 116-та сд  | 116-та сд  |   |
| —            | —          | —           | —          | —           | —            | 213-та сд   | 213-та сд  | —          | 213-та сд  | 213-та сд  | 213-та сд  | 213-та сд  | —          |   |
| —            | —          | 252-га сд   | —          | 252-га сд   | —            | —           | —          | 252-га сд  | —          | —          | —          | —          | —          |   |
| —            | —          | —           | —          | —           | —            | —           | —          | —          | 294-та сд  | 294-та сд  | —          | —          | 294-та сд  |   |
| —            | —          | 299-та сд   | 299-та сд  | 299-та сд   | —            | —           | 299-та сд  | —          | —          | —          | —          | —          | —          | — |
| —            | —          | —           | —          | —           | —            | —           | —          | 303-тя сд  | —          | —          | —          | —          | —          |   |
| 305-та сд    | —          | —           | —          | —           | —            | —           | —          | —          | —          | —          | —          | —          | —          |   |
| 375-та сд    | —          | —           | —          | —           | —            | —           | —          | —          | —          | —          | —          | —          | —          |   |